# 趙友能
赵友能（？—？），字宗典，浙江会稽县人。

## 生平
治《春秋》，洪武四年（1371年）辛亥科会试，赵友能中式73名，殿試二甲第2名，賜進士出身。授吏部主事。宣德時任四川顺庆府知府。